# Emléklap
Az emléklap ünnepélyes alkalmakkor, megemlékezés, szervezési, mozgósítási célból kiadott nyomtatvány. 

## Romániai magyar emléklapok
A romániai magyarok körében 1919 után a munkásmozgalomhoz tartozó szervezetek ünnepélyes alkalmakra adtak ki magyar nyelvű emléklapokat, politikai agitációs célból és szépirodalmi anyaggal.
Az Ifjúmunkások Erdélyi és Bánáti Szövetsége Kolozsvárt 1923-ban jelentette meg Karl Liebknecht és Rosa Luxemburg c. emléklapját a meggyilkolt német munkásvezérek emlékére. A temesvári Egységes Szakszervezetek Kultúrtanácsa 1929-ben nyomatott Luxemburg-Liebknecht Emléklapot a két munkásvezér politikai írásaiból fordított szemelvényekkel. Ez az emléklap közölte Térítő Pál álnéven Kahána Mózes Spartakus c. versét és Franyó Zoltán fordításában Karl Liebknecht és Max Barthel költeményeit.
A kolozsvári és szatmári szakszervezeti tanácsok az 1920-as években május elsejére adtak ki emléklapokat. Ezekben az időszerű politikai cikkek mellett Ady Endre, Várnai Zseni és helyi munkásköltők versei szerepeltek. Kiemelkedő a Bukarestben 1923-ban Jász Dezső szerkesztésében megjelent Májusi Emléklap: 500 példányban, kétszínnyomásban, Bortnyik Sándor fametszeteivel adták ki, s az emigráns írók közül Barta Lajos, Gábor Andor, Illés Béla, Magyar Lajos szerepelt benne. A második világháború után egy kolozsvári szakszervezet kiadványként 1945-ben jelent Májusi Emléklap Jordáky Lajos szerkesztésében.